# Pontonia pinnophylax
Pontonia pinnophylax is een garnalensoort uit de familie van de Palaemonidae. De wetenschappelijke naam van de soort is voor het eerst geldig gepubliceerd in 1821 door Otto.